# Apiomorpha ovicola
Apiomorpha ovicola är en insektsart som först beskrevs av Schrader 1863.  Apiomorpha ovicola ingår i släktet Apiomorpha och familjen filtsköldlöss. Inga underarter finns listade i Catalogue of Life.